# 千叶都市单轨电车2号线
2號線（日语：／ Nigō sen */?）是一條連結千葉県千葉市中央區千葉站和同市若葉區千城台站，屬於千葉都市單軌電車的鐵路線。

## 路線概要

### 路線資料
- 路線距離（營業距離）：12.0公里[1][3]
- 方式：懸垂式（三菱SAFEGE式）
- 站數：13個（包括起終點站）[3]
- 複線路段：全線[1]
- 電氣化方式：直流1500V[1][5]
- 閉塞方式：車內信號閉塞式
- 信號保安装置：CS-ATC

### 千叶－穴川段
于千叶站与1号线分歧并交叉后，在千叶站至千叶公园站之间，为跨越JR的铁轨，设置了桁架桥。
千叶公园站至穴川站前，轨道建于国道126号上方，与JR总武线保持500至800米的距离并行。列车行驶于密集的市区中，沿线有千叶公园（内有千叶JPF圆顶体育馆）以及千叶大学、千叶经济大学、敬爱大学等教育设施密集的文教区。然而，该文教区的各大学使用者多以利用JR总武线西千叶站及稻毛站为主，搭乘单轨电车前往这些设施的乘客并不多。
由于天台站与作草部站是沿线住宅区前往千叶站、千叶港站的最短路线，因此有许多以通勤、上学或购物为目的，前往市中心或换乘总武线、京叶线至东京方向的乘客。

### 穴川－都贺段
此区段为田地散布的住宅区，广阔的土地空间上建有千叶县综合运动中心和千叶市动物公园等公共设施，并以这些设施名称作为站名。运动中心站的使用者在运动中心举办大型活动时会增加，有时会造成显著的拥挤。
此外，主要从穴川站有线路巴士通往稻毛站，在前往东京方面时，搭乘巴士较具优势。

### 都贺－千城台段
此区段是千叶都市单轨电车线路中使用率较高的区域。前往千叶市中心及东京都心时，主要在都贺站换乘JR总武本线。沿线除了新兴住宅区密集外，东京情报大学的校区（从千城台站搭乘巴士）也为单轨电车带来了可观的乘客量。

## 运营形态
截至2022年，除了深夜一班开往千叶的列车外，所有往千叶方向的列车均直通1号线至千叶港站，运营区间为千叶港－千叶－千城台。白天时段每小时5班车（约12分钟一班），早晨及夜间也有以车辆基地所在的动物公园站为起点或终点的列车。

## 車站列表
所有車站均位於千葉縣千葉市。
站員
○：全日配置
×：全日無配置
| 車站編號 | 中文站名            | 日文站名 | 英文站名 | 站間距離 (km) | 累計距離 (km) | 站員 | 接續路線 | 所在地 |
| -------- | ------------------- | -------- | -------- | ------------- | ------------- | ---- | --- | ------ |
| CM03     | 千葉                |          |          | -             | 0.0           | ○    | 千葉都市單軌電車： 1號線（直通至千葉港站） 東日本旅客鐵道： 總武線（快速）(JO 28)・ 總武線（各站停車）(JB 39)・■ 總武本線・■ 成田線・■內房線・■ 外房線 京成電鐵： 千葉線（京成千葉站: KS59） | 中央區 |
| CM04     | 千葉公園            |          |          | 1.1           | 1.1           | ×    | | 中央區 |
| CM05     | 作草部              |          |          | 0.7           | 1.8           | ×    | | 稻毛區 |
| CM06     | 天台                |          |          | 0.7           | 2.5           | ×    | | 稻毛區 |
| CM07     | 穴川                |          |          | 0.9           | 3.4           | ×    | | 稻毛區 |
| CM08     | 體育中心            |          |          | 0.6           | 4.0           | ×    | | 稻毛區 |
| CM09     | 動物公園            |          |          | 1.2           | 5.2           | ×    | | 若葉區 |
| CM10     | 三和台              |          |          | 1.0           | 6.2           | ×    | | 若葉區 |
| CM11     | 都賀                |          |          | 1.5           | 7.7           | ○    | 東日本旅客鐵道：■ 總武本線（成田線）(JO 30) | 若葉區 |
| CM12     | 櫻木 （加曾利貝塚） |          |          | 1.3           | 9.0           | ×    | | 若葉區 |
| CM13     | 小倉台              |          |          | 1.2           | 10.2          | ×    | | 若葉區 |
| CM14     | 千城台北            |          |          | 1.0           | 11.2          | ×    | | 若葉區 |
| CM15     | 千城台              |          |          | 0.8           | 12.0          | ○    | | 若葉區 |

## 历史
- 1988年（昭和63年）3月28日：运动中心站－千城台站区间开业[1]。初期运动中心站－动物公园站区间为单线运营[6]。
- 1991年（平成3年）6月12日：千叶站（不过是设于往千叶公园方向约100米处的临时站[7]）－运动中心站区间开业[1][7]，全线复线化。
- 1995年（平成7年）8月1日：1号线的千叶港站－千叶站区间开业[1]，同时千叶站迁至现址。开始与1号线千叶港站－千叶站区间直通运行。
- 1999年（平成11年）3月24日：1号线的千叶站－县厅前站区间开业，与1号线系统分离。同时，全线行车时间缩短约10%，所有车站设置自动补票机，并在千叶站中央口设置定期票自动售票机。
- 2002年（平成14年）12月1日：恢复与1号线的直通运行[8]。2号线白天时段的发车间隔从10分钟延长至12分钟。
- 2007年（平成19年）3月19日：废除早晨通勤时段所有以4辆编组运行的定期列车。
- 2019年（平成31年・令和元年）
  - 2月20日：宣布导入车站编号。
  - 8月31日：在千叶站设置本线首个站台门（固定式护栏）[9]。